# Distrikt Paucarbamba
Der Distrikt Paucarbamba liegt in der Provinz Churcampa in der Region Huancavelica im Südwesten von Zentral-Peru. Der Distrikt entstand in den Gründungsjahren der Republik Peru. Er besitzt eine Fläche von 103 km². Beim Zensus 2017 wurden 4678 Einwohner gezählt. Im Jahr 1993 lag die Einwohnerzahl bei 5175, im Jahr 2007 bei 6646. Sitz der Distriktverwaltung ist die 3370 m hoch gelegene Ortschaft Paucarbamba mit 828 Einwohnern. Paucarbamba befindet sich 26 km nordnordwestlich der Provinzhauptstadt Churcampa.

## Geographische Lage
Der Distrikt Paucarbamba liegt zentral in der Provinz Churcampa am Westrand der peruanischen Zentralkordillere. Der Distrikt liegt zentral in der südlichen Flussschleife des Río Mantaro. Das Areal wird fast vollständig über die Quebrada Choinchihuasi nach Nordosten zum Río Mantaro entwässert.
Der Distrikt Paucarbamba grenzt im Süden an den Distrikt El Carmen, im Südwesten an den Distrikt Anco, im äußersten Westen an den Distrikt Cosme, im Nordwesten an den Distrikt Chinchihuasi, im Nordosten an den Distrikt Pachamarca, im Osten an den Distrikt San Pedro de Coris sowie im Südosten an den Distrikt Churcampa.

## Ortschaften
Im Distrikt gibt es neben dem Hauptort folgende größere Ortschaften:
- Comuhillca
- Huanchos (203 Einwohner)
- Huaribambilla
- Nueva Esperanza de Chonta (310 Einwohner)
- Uchuy Cruz